# Steleoneura czernyi
Steleoneura czernyi là một loài ruồi trong họ Tachinidae.